# الفروع الجناحية لشريان الفك العلوي
الفروع الجناحية لشريان الفك العلوي (بالإنجليزية: Pterygoid branches of maxillary artery)‏‏ هو شريان يتفرعُ من شريان الفك العلوي.